# Howard Taylor Ricketts

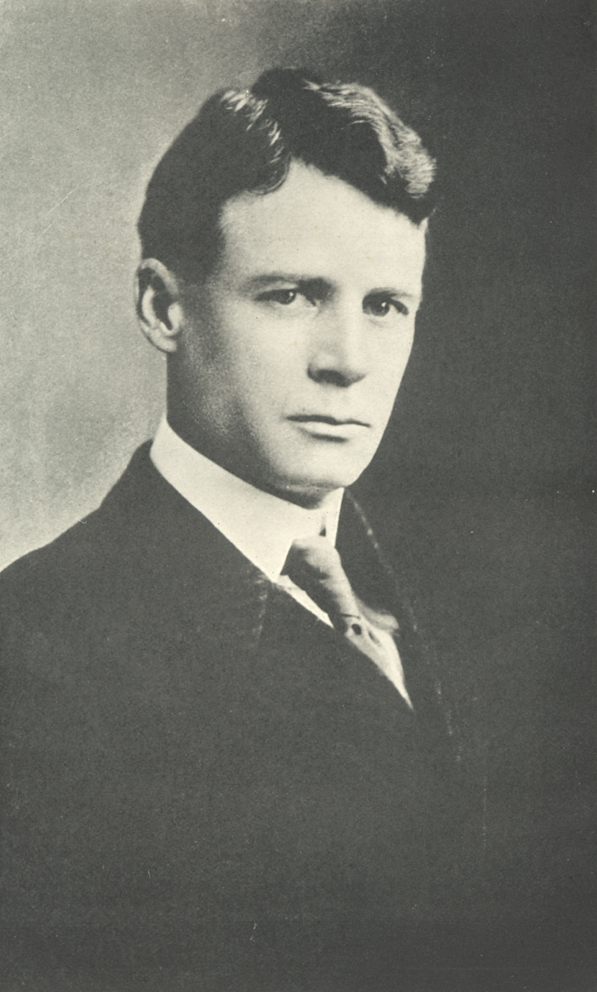
Howard Taylor Ricketts

Howard Taylor Ricketts (ur. 9 lutego 1871, zm. 3 maja 1910) amerykański lekarz bakteriolog. W 1902 rozpoczął pracę jako docent patologii na uniwersytecie w Chicago. Prowadził badania nad chorobami zakaźnymi m.in.: gorączką gór skalistych, gorączką okopową wywoływanymi przez bakterie i wirusy. Zmarł prowadząc badania nad durem plamistym, którym się zaraził podczas badań. Na jego pamiątkę bakterie wywołujące tę chorobę nazwano riketsjami.